# トーマス・ドーティ
トーマス・ドーティ（Thomas Doughty、1793年7月19日 - 1856年7月22日）は、アメリカ合衆国の画家、版画家である。「ハドソン・リバー派」と総称される、19世紀のアメリカの風景画家のグループの最も初期の画家の一人である。

## 略歴
フィラデルフィアで生まれた。皮細工職人の見習いとして働きながら独学で絵画を学んだ。風景画を描き、フィラデルフィアを拠点に活動した。
アメリカにおける風景画はヨーロッパでロマン主義の影響を受けた画家のワシントン・オールストン(1779-1843)やハドソン・リバー派の創始者と考えられているトマス・コール(1801-1848)らの作品によって、アメリカで風景画への関心が高まっていた時代に活動したこともあって、風景画家として成功した。ペンシルベニア州や、ニューイングランドの山や川、ハドソン川の渓谷を題材にした。「ハドソン・リバー派」の画家の一人として論じられる。
1827年にその前年に設立されたばかりのニューヨークのナショナル・アカデミー・オブ・デザインの名誉会員に選ばれた。ニューヨークで亡くなった。

## 作品

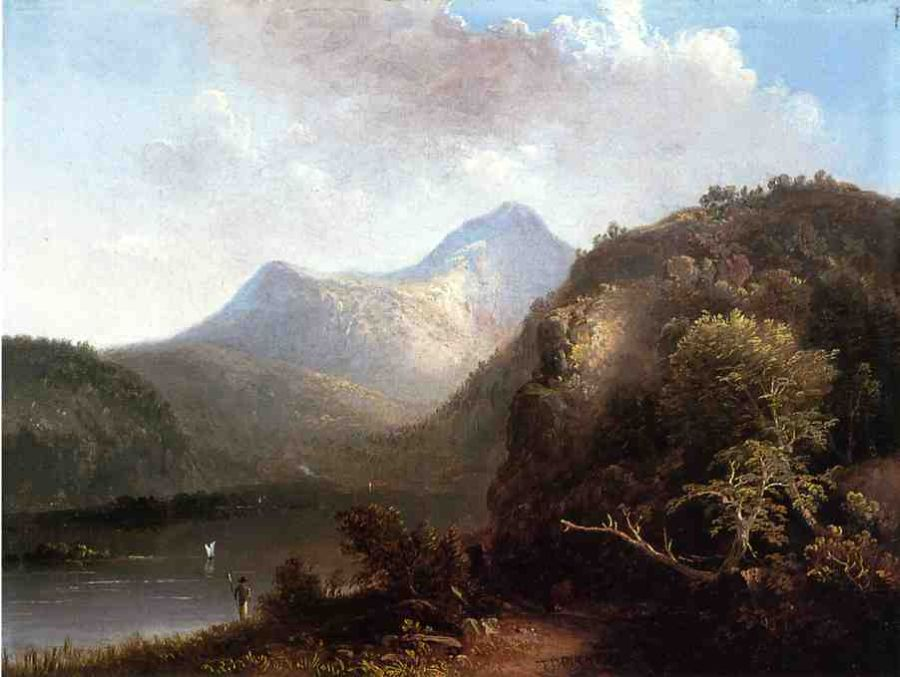
メイン州の風景
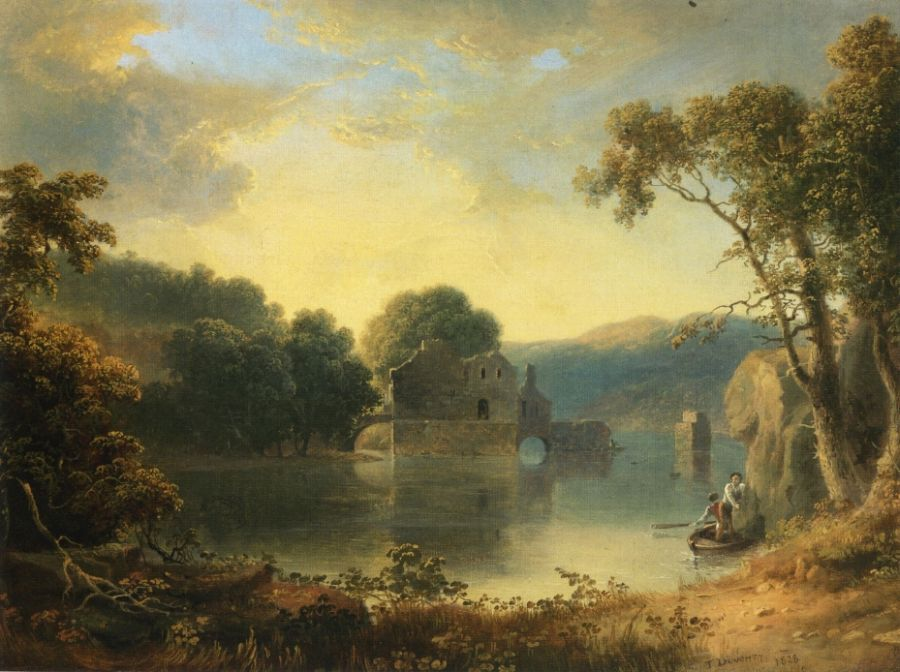
廃墟のある風景
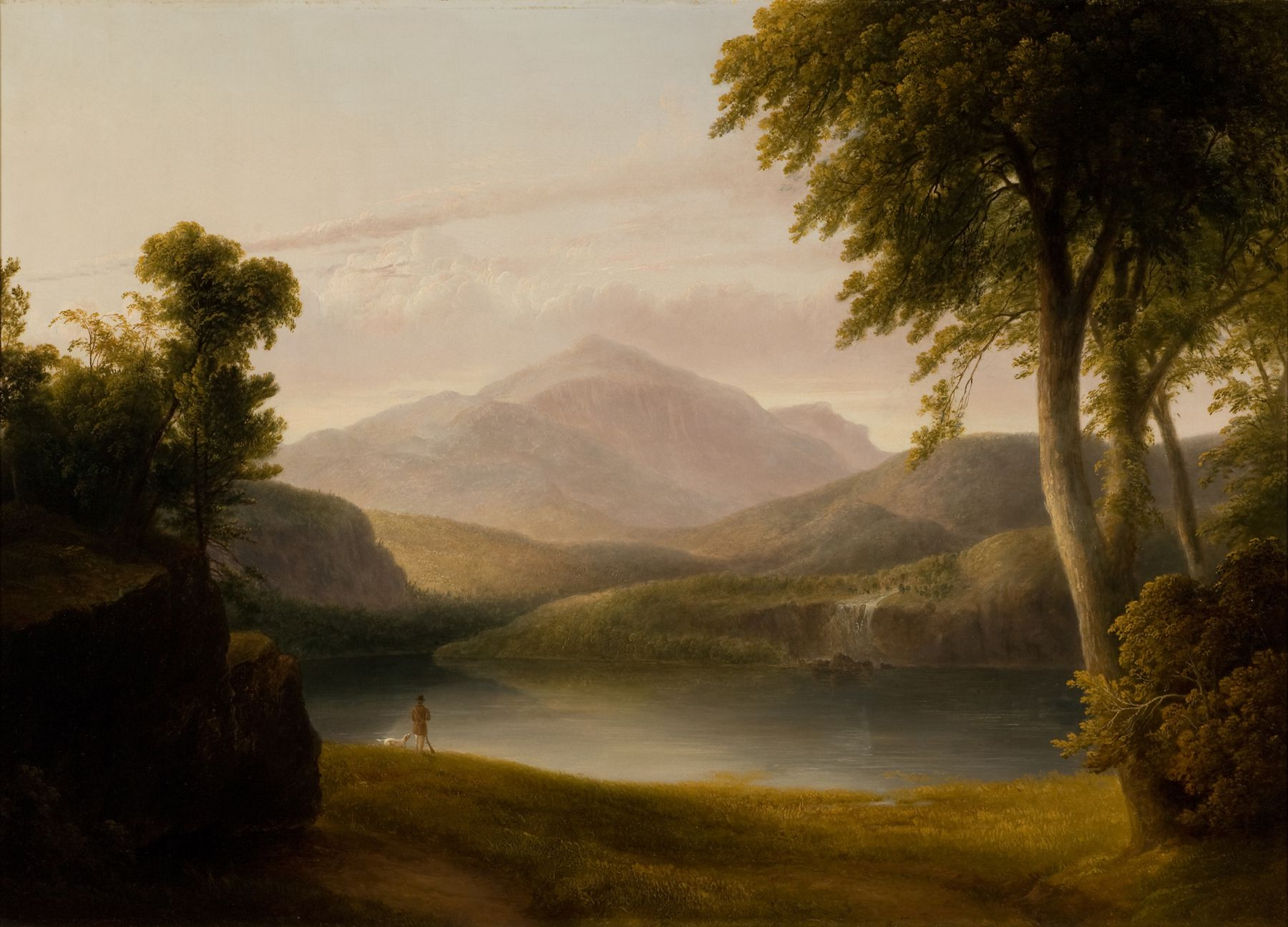
キャッツキル山地 (c.1836)
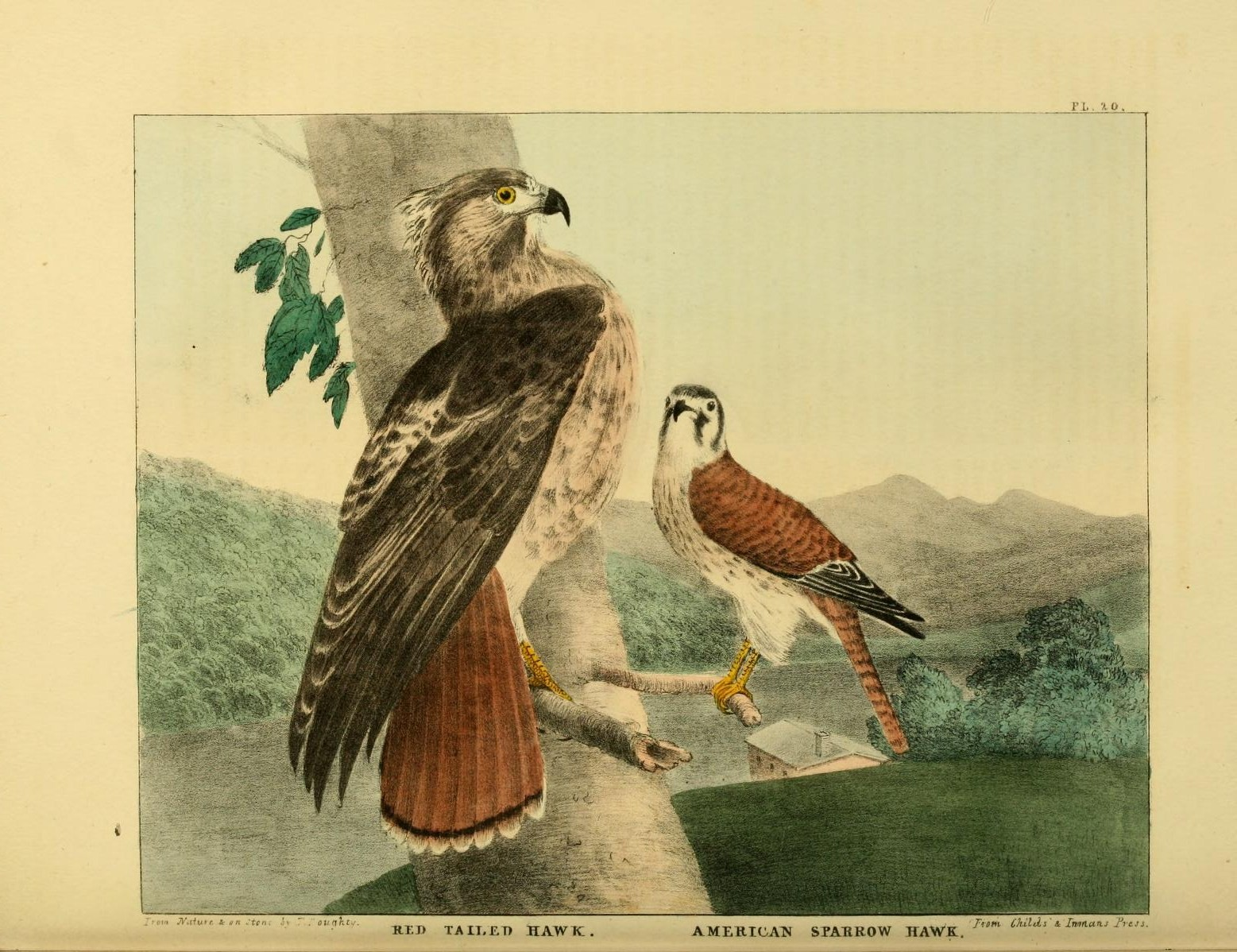
版画作品

## 関連文献
- Goodyear, Frank, Jr. "Life and Art of Thomas Doughty." Master's thesis, University of Delaware, 1969.
- American Paintings and Sculpture: An Illustrated Catalogue. National Gallery of Art, Washington, 1970.
- Walker, John Alan. "Thomas Doughty: Chronology and Checklist." Fine Art Source Material Newsletter 1 (January 1971): 5, no. 41.
- Goodyear, Frank, Jr. Thomas Doughty 1793-1856: An American Pioneer in Landscape Painting. Pennsylvania Academy of the Fine Arts, Philadelphia; Philadelphia, 1973: 17, 26, no.28.
- Howat, John K. "The Thomas Doughty Exhibition." American Art Review 1 (January–February 1974):